# Colomoncagua
Colomoncagua è un comune dell'Honduras facente parte del dipartimento di Intibucá.
Il comune venne istituito nel 1671.